# Sarnow
Sarnow est une municipalité d'Allemagne du Land de Mecklembourg-Poméranie-Occidentale et l'arrondissement de Poméranie-Occidentale-Greifswald.